# Hoverberget
Hoverberget er et stort bjerg på en halvø i den sydlige del af Storsjön. Bjerget, som er et markant landmærke, ligger i Bergs kommun i det sydlige Jämtland i Sverige. 
På Hoverbergets sydsskråning ned mod Storsjön ligger landsbyen Berg. Hoverberget rejser sig 255 meter over Storsjön og den omkringliggende Storsjöbygden og når en højde af 548 m.o.h.
Hoverberget består af porfyr og skabtes samtidig med de Skandinaviske bjerge. Det har siden da i mange millioner af år skubbet sig mod øst og ligger nu isoleret i landskabet som en geologisk såkaldt udligger. Bjerget er rig på flora med flere orkideer, og mange af planterne vokser tæt på deres nordlige vækstgrænse, for eksempel roset-springklap og almindelig milturt. Der findes endog flere sjældne slags mosser og lav, for eksempel nordisk klipptuss og ulvelav.
Bjerget har et rigt fugleliv med blandt andet mange rovfugle såsom tårnfalk, spurvehøg og skovhornugle. På Hoverberget findes også foruden de mere almindelige pattedyr adskillige losser, og størstedelen af Hoverberget er i dag et naturreservat.
Hoverbergsgrotten, som med sit dyb på 170 meter er Skandinaviens dybeste klippegrotte, er et velkendt turistmål. Mindre kendt er Rämnan, en kraftig sprække i bjerget med en længde på cirka 500 meter og med et dyb på omkring 25 meter, som er synligt fra vest og endda fra länsväg 321. Ifølge folkesagn boede kæmpen kaldet Hoverbergsgubben i Hoverbergsgrotten, da de første kristne slog sig ned i området for omkring tusind år siden.
På toppen af Hoverberget ligger en serveringshytte, som har åbent om sommeren, og lige ved siden af findes et udkigstårn, hvor man kan spejde efter det eftersøgte og omtalte Storsjöodjuret, hvis man ikke hellere vil se den storslåede udsigt.